# Hérédité mendélienne
On utilise les termes d'hérédité mendélienne, monogénique ou monofactorielle pour caractériser la transmission des maladies dues à une mutation dans un seul gène. Ce mode de transmission suit les lois de Mendel, ce qui explique l'usage du terme "mendélienne". 
Une mutation n'est pas nécessairement pathologique. Quand la mutation est peu importante on parle de mutation silencieuse ou polymorphisme, par contre quand une mutation entraîne une maladie on parle de l'allèle morbide.
Elle est transmise de manière héréditaire par la syngamie puis la caryogamie des génomes maternels et paternels au moment de la fécondation.